# Sundance (Wyoming)
Sundance es un pueblo ubicado en el condado de Crook  en el estado estadounidense de Wyoming. Es sede del condado de Crook. En el año 2010 tenía una población de 1182 habitantes y una densidad poblacional de 227.31 personas por km².

## Geografía
Sundance se encuentra ubicado en las coordenadas 44°24′21.51″N 104°22′2.86″O / 44.4059750, -104.3674611. Según la Oficina del Censo, la localidad tiene un área total de 5,2 km² (2 mi²), de la cual 5,2 km² (2 mi²) es tierra y 0 km² (0 mi²) (0.0%) es agua.

### Localidades adyacentes
El siguiente diagrama muestra a las localidades en un radio de 52 kilómetros (32,31 mi) de Sundance.

## Demografía
En 2000 la renta per cápita promedia del hogar era de $41 029, y el ingreso promedio para una familia era de $50 598. El ingreso per cápita para la localidad era de $18 300. En 2000 los hombres tenían un ingreso per cápita de $33 750 contra $21 000 para las mujeres. Alrededor 6,4 % de la población estaba bajo el umbral de pobreza nacional.